# 滕飞
滕飞（1988年1月23日—）， 北京出生，中国女子水球运动员，亦為中國國家女子水球隊成員，司職外线，並任球隊隊長。

## 簡歷
2007年，滕飞出戰世界青年水球錦標賽，協助中國隊奪得亞軍。
2010年11月，滕飞代表中國出戰廣州亞運會女子水球比賽項目，奪得金牌。
2011年7月，滕飞代表中國出戰上海舉行的世界游泳錦標賽女子水球比賽項目，創下國家隊歷來最好的成績奪得銀牌。
2012年，滕飞代表中国出戰英國倫敦舉行的奥林匹克运动会女子水球比賽项目，获得第五名。
2013年7月，滕飞代表中国出戰中国北京舉行的2013年世界女子水球联赛总决赛获得冠军！为中国女子水球队第一个世界冠军。

## 外部連結
- 中國體育代表團成員名錄 - 滕飞 （页面存档备份，存于）